# Revolutionstribunalen
Revolutionstribunalen (äldre revolutionstribunalet; franska: tribunal révolutionnaire) kallades under den franska revolutionen två politiska domstolar. 
Den första inrättades 17 augusti 1792 och upphävdes 29 november samma år. Den är mindre beryktad än den andra, som inrättades av nationalkonventet 10 mars 1793 efter förslag av Georges Jacques Danton och efter petition från flera av Paris sektioner. Denna "extraordinära brottsdomstol, som skulle ta kännedom om alla kontrarevolutionära företag, om alla attentat mot friheten, jämlikheten och republikens enhet och odelbarhet samt mot statens inre och yttre säkerhet, och om alla anslag, som avsåg konungadömets återupprättande eller inrättandet av någon annan för friheten, jämlikheten och folksuveräniteten farlig myndighet", fick sitt säte i Paris och bestod till en början av 5 domare, 12 jurymän samt en offentlig åklagare (accusateur public) med två vikarier (substituts). 
Sedermera ökades personalen och domstolen arbetade på flera avdelningar. Ursprungligen tillkommet under fruktan för den främmande invasionen, blev det så småningom en viktig del av 1792 års radikala regims verktyg att undanröja politiska motståndare. I början hade endast nationalkonventet rätt att besluta anklagelse inför tribunalet, och detta skulle övervakas av en konventskommission, men 2 april 1793 avskaffades denna, och 5 april beslöts att konventets medgivande till åtal endast skulle gälla dess egna medlemmar, ministrar och generaler och att åklagaren kunde åtala vilken som helst annars. Straffet var döden, och intet vad tilläts. Dödsstraffet verkställdes först på Karusellplatsen, senare på Revolutionsplatsen; domstolens speciella fängelse var Conciergeriet. Den 17 september 1793 infördes lagen om de misstänkta, som legitimerade arresteringen av alla misstänkte för kontrarevolutionär aktivitet. 
Genom den av Maximilien de Robespierre och Georges Couthon genomdrivna lagen av 22 prairial år II (10 juni 1794), beslöts, att då materiella eller moraliska bevis fanns mot de anklagade, behövde inte vittnen höras, och att de anklagade inte längre skulle ha rätt till juridiskt biträde såsom dittills. Samtidigt upphävdes förbudet mot att utan konventets bifall anklaga dess egna ledamöter inför tribunalet. Bland domstolens presidenter märktes bland andra Montané och Herman, bland dess övriga medlemmar Coffinhal och Scellier, bland jurymännen exmarkisen de Montflabert (som kallade sig Dix-août), Trinchard, Vilate och David. Från 6 april 1793, då den första dödsdomen avkunnades, till 27 juli 1794 (9 thermidor år II), då Robespierre störtades, avkunnade revolutionstribunalet i starkt crescendo omkring 2 400 dödsdomar. Särskilt efter antagandet av lagen av 22 prairial steg dödsdomarnas antal i raskt tempo. Slutligen blev Robespierre, och 21 av dennes trognaste anhängare dömda till döden av tribunalet och avrättade 10 thermidor. 
Sedermera sjönk småningom dödsdomarnas antal, i synnerhet sedan 1 augusti 1794 prairiallagen upphävts och tribunalen 10 augusti samma år fått helt ny besättning. Den 28 december undergick den ännu en ombildning i moderat riktning och 17 maj 1795 upphävdes den alldeles.